# هیچ (دیو)
هیچ برپایه اسطوره‌های مزدیسنا دیو تنگ‌دستی است.

## واژه‌شناسی
این نام در پارسی میانه hēč و در اوستایی -haēčah آمده‌است و معنای تنگسالی و خشکسالی می‌دهد.